# 安康日
安康日（法語：Hinckange，法語發音：[ɛ̃kɑ̃ʒ]；洛林法兰克语：Hängking）是法国摩泽尔省的一个市镇，属于福尔巴克-布莱摩泽尔区。

## 地理
安康日（49°11'24"N, 6°26'46"E）面积6.07 平方千米，位于法国大東部大區摩泽尔省，该省份为法国东北部内陆省份，是洛林的一部分，西南接默尔特-摩泽尔省，东临下莱茵省，北与卢森堡和德国接壤。
与安康日接壤的市镇（或旧市镇、城区）包括：布莱摩泽尔、沙勒维尔苏布瓦、孔代-诺尔滕、金基申、埃尔斯特罗夫、鲁佩尔当日、沃尔默朗日莱布莱。
安康日的时区为UTC+01:00、UTC+02:00（夏令时）。

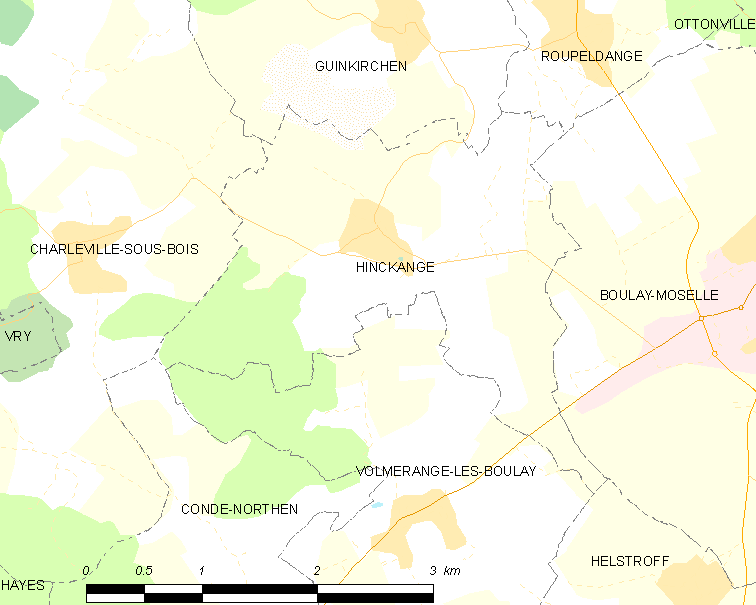
安康日的OSM定位图

## 行政
安康日的邮政编码为57220，INSEE市镇编码为57326。

## 政治
安康日所属的省级选区为布莱摩泽尔县。

## 人口

1962-2008年间安康日人口变化图示

安康日于2022年1月1日时的人口数量为328人。